# Pajiștea Cenad
Pajiștea Cenad este o arie protejată (sit de importanță comunitară — SCI) din România, desemnată în scopul protejării biodiversității și menținerii într-o stare de conservare favorabilă a florei spontane și faunei sălbatice, precum și a habitatelor naturale de interes comunitar aflate în arealul zonei de protecție. Aceasta este întinsă pe o suprafață de 5.965,3 ha, integral pe uscat.

## Localizare
Centrul sitului Pajiștea Cenad este situat la coordonatele 46°05′55″N 20°41′15″E / 46.098486°N 20.687489°E. Acesta se întinde pe teritoriul administrativ al orașului Sânnicolau Mare și pe cele ale comunelor Saravale și Sânpetru Mare din județul Timiș.

## Înființare
Situl Pajiștea Cenad (ROCIC0345) a fost declarat sit de importanță comunitară în septembrie 2011 pentru a proteja 2 specii de animale.

## Biodiversitate
Situată în ecoregiunea panonică, aria protejată nu include niciun habitat protejat.
La baza desemnării sitului se află mai multe specii protejate de  mamifere (2): dihor de stepă (Mustela eversmanii), popândău (Spermophilus citellus).